# Holobiont
Holobiont (gr. hólos <όλος> wszystko, całość + bíos <βίος> życie) – określenie na organizm eukariotyczny, składający się lub współistniejący wraz z wieloma innymi organizmami prokariotycznymi, żyjącymi w symbiozie. Określenie zostało zaproponowane przez Lynn Margulis w 1991 roku.

## Badania

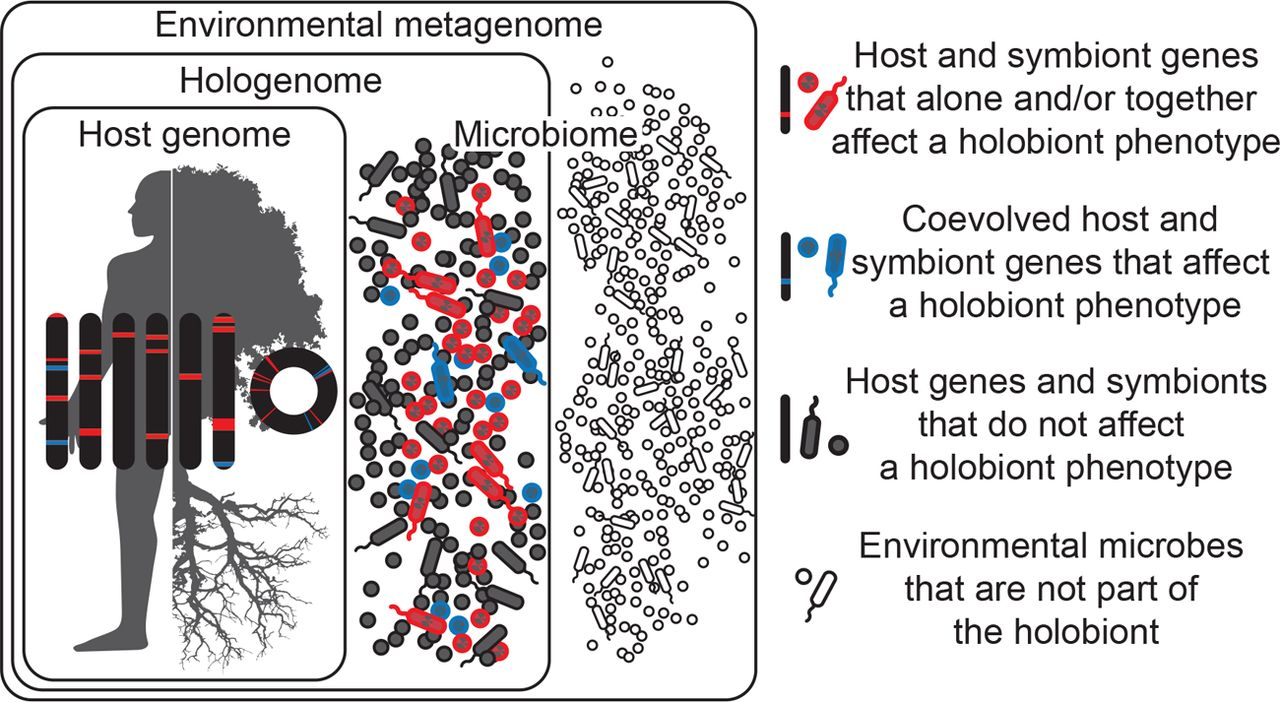
Holobiont człowieka

Współczesne badania pokazują, że wszystkie eukarionty tworzą "społeczność" z innymi prokariontami (bakteriami, archeonami, wirusami, grzybami), przebywającymi na lub wewnątrz żywiciela. Holobionty są więc jednostkami złożonymi z wielu różnych organizmów (biontów). Przykładem holobionta jest człowiek.
Część biontów może bytować niezależnie od żywiciela.
Odróżnia się pojęcie holobiontu od superorganizmu, jako współpracy wielu gatunków, a nie, jak  w przypadku drugiego pojęcia, tylko jednego.

## Komponenty holobiontu
- Żywiciel – najczęściej eukariont, np. roślina lub ssak, np. człowiek, sosna, koralowiec
- Mikrobiom – zespół bakterii: archeonów, mikrogrzybów oraz mikroprositów
- Virome – wszelkie wirusy, przebywające w organizmie żywiciela
- Grzyby – np. grzyby na korzeniach roślin

## Kontrowersje
Postępy technologiczne spowodowały rozwój zainteresowania ekologią drobnoustrojów i ewolucją relacji mikroorganizm-żywiciel. Niektórzy badacze zastanawiają się, czy koncepcja holobiontów jest potrzebna i czy oddaje ona zawiłości symbiozy. W 2016 roku zakwestionowano koncepcję holobiontu twierdząc m.in., że nie jest pomocna w badaniu interakcji żywiciela z mikroorganizmami, wykluczając inne rodzaje interakcji, w tym antagonizmy między mikroorganizmami i konflikty między żywicielem a drobnoustrojami.